# Macrurohelea yamana
Macrurohelea yamana är en tvåvingeart som beskrevs av Gustavo R. Spinelli och Eileen D. Grogan 1999. Macrurohelea yamana ingår i släktet Macrurohelea och familjen svidknott. Inga underarter finns listade i Catalogue of Life.